# Standard Oil
Standard Oil Co. Inc. fue una empresa petrolera estadounidense fundada en 1870, que llegó a ser la más importante en su rubro.
Abarcaba todos los aspectos de la comercialización, desde la producción, el transporte, la refinación, hasta la venta final de los productos. Surgida como una empresa de Ohio (Estados Unidos), llegó a ser el mayor refinador de petróleo en el mundo y una de las primeras y más grandes corporaciones multinacionales del planeta.
John D. Rockefeller fue presidente y principal accionista de la compañía, además de haber sido uno de sus fundadores. En poco tiempo, la empresa creció de manera exponencial, gracias a sus acuerdos secretos con las empresas ferroviarias para abaratar las tarifas de transporte. En contrapartida, y por su enorme capacidad de producción, la Standard Oil ofrecía a las empresas ferroviarias un flujo uniforme y constante, lo cual les permitía reducir costos operativos. Esta estrategia comercial permitió que el precio del petróleo y sus derivados bajara drásticamente en poco tiempo, beneficiando a los consumidores finales. Sin embargo, el abuso de estos tratos preferenciales estaba generando la quiebra de muchas empresas pequeñas y medianas del sector. Las prácticas de la Standard Oil fueron cada vez más criticadas por el público estadounidense, mientras que el propio Rockefeller se transformaba en el hombre más rico de la historia moderna.
Para comienzos del siglo XX, ya con una posición dominante en el mercado, la Standard Oil decidió no cometer más abusos, ni realizar políticas desleales contra las otras empresas del sector. El incremento de la competencia generó que la cuota de mercado de la Standard Oil se redujera considerablemente en muy poco tiempo. Simultáneamente, comenzaron a surgir demandas contra la compañía argumentando que la misma ejercía un monopolio.
Finalmente, en 1911, la Corte Suprema de los Estados Unidos confirmó que la estructura y el desempeño de la Standard Oil se ajustaban al término de «monopolio» según la Ley Sherman Antitrust, exigiendo en consecuencia su desmembración. El holding se dividió en 34 empresas independientes. Dos de estas nuevas compañías fueron la Jersey Standard (antigua Standard Oil Company of New Jersey), que finalmente se convirtió en la empresa Exxon, y la Socony (antigua Standard Oil Company of New York), que años después se transformó en la empresa Mobil.

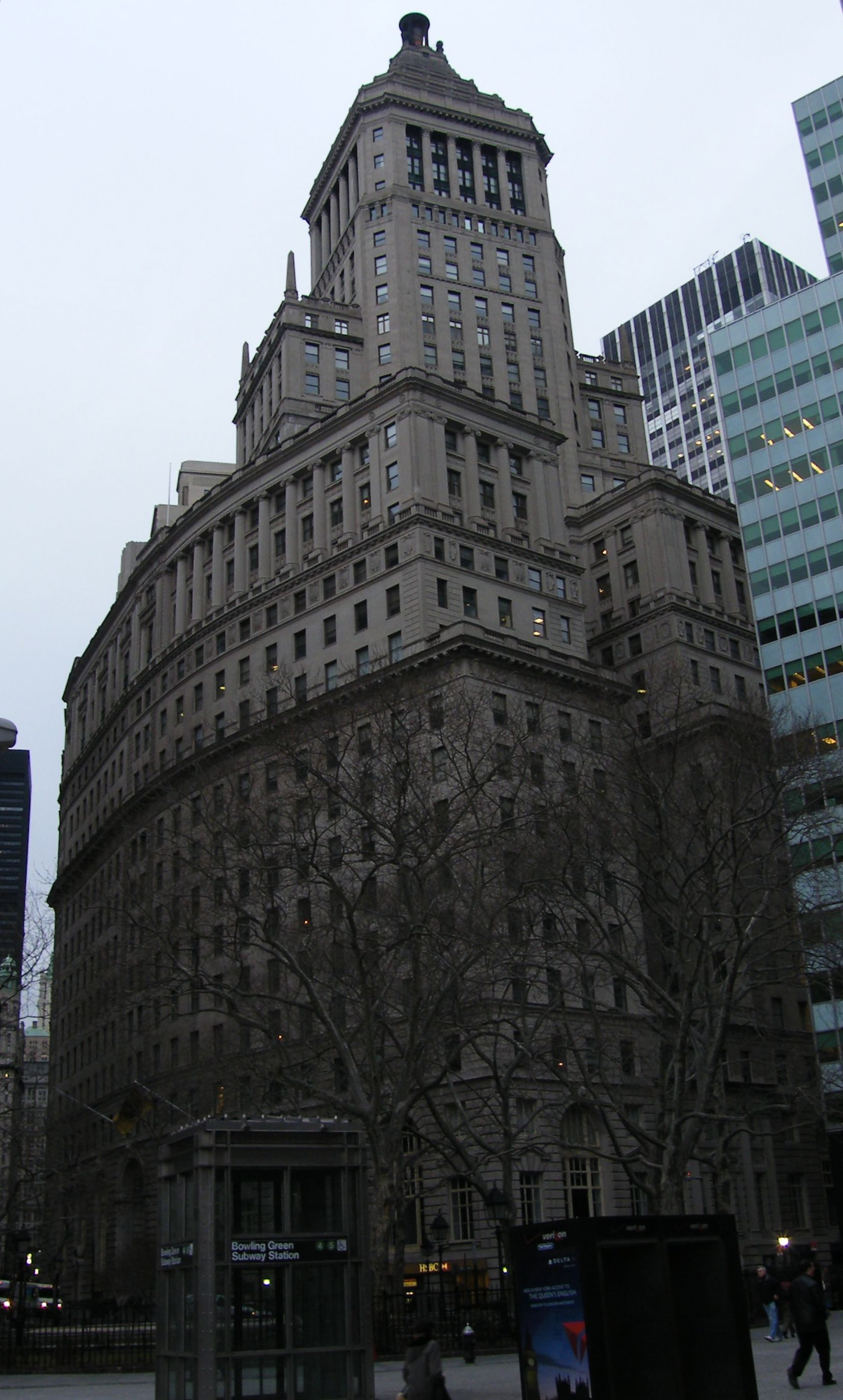
Edificio de la antigua Standard Oil en Nueva York.

## Historia

### Origen

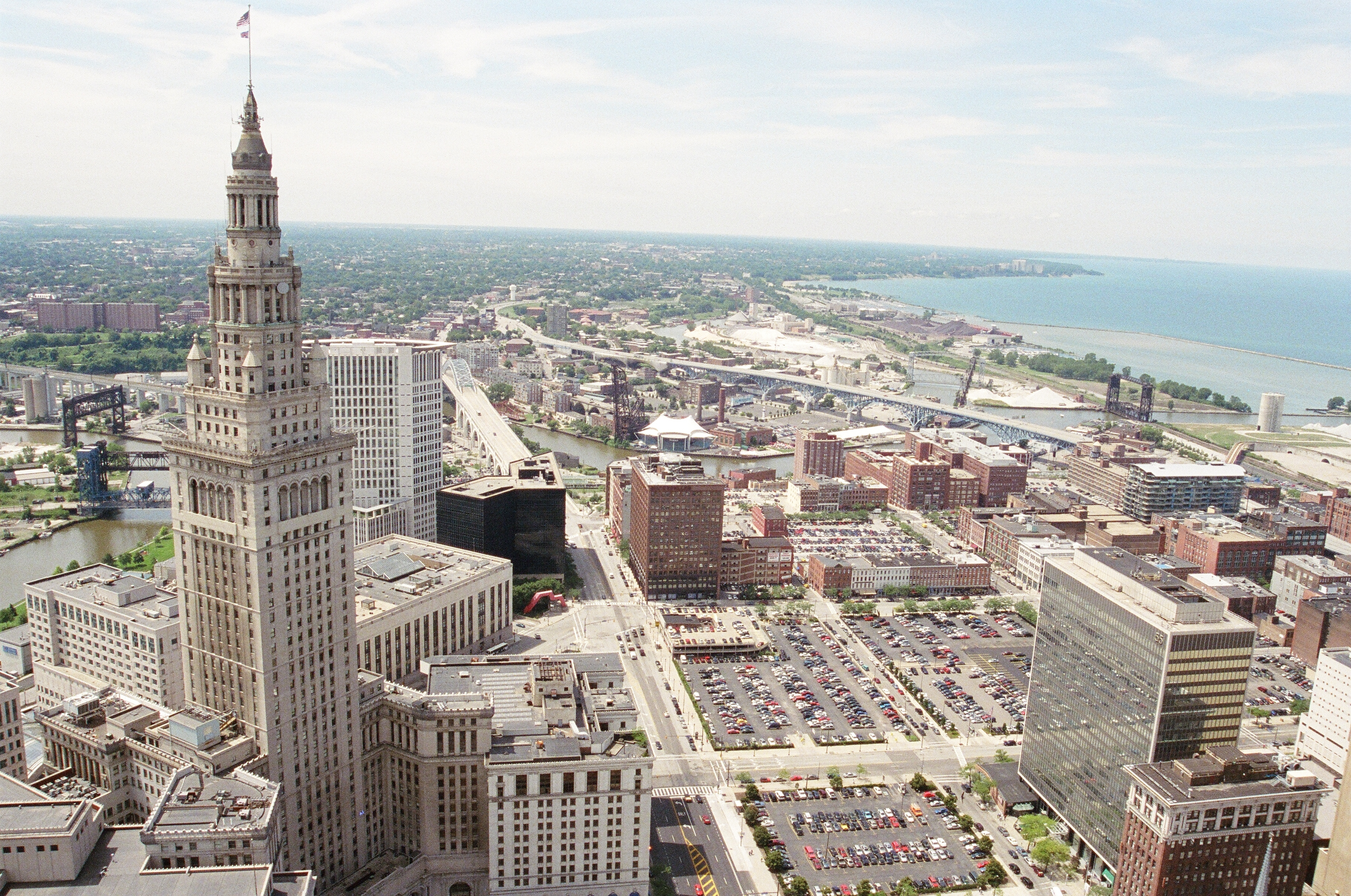
Vista actual de la ciudad de Cleveland, Ohio, Estados Unidos. Ubicada al nordeste del país, fue la sede de la Standard Oil durante muchos años.

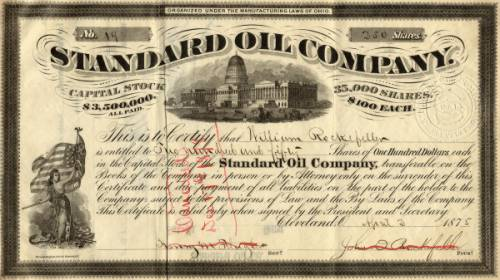
Acción de Standard Oil.

Desde los años de 1850, la ciudad de Cleveland (Ohio), había estado experimentando un acelerado crecimiento, especialmente en los sectores industriales, dando como resultado que para 1861, la ciudad fuera una de las más modernas y productivas de los Estados Unidos. En medio de este ambiente, un joven inversor denominado John D. Rockefeller, siguió de cerca el crecimiento paulatino que la industria petrolera comenzaba a experimentar y fue lo bastante brillante para entender que ese combustible pronto se convertiría en la fuente de energía del mañana.
Cuando en 1863 el ferrocarril extendió sus vías hasta Cleveland, poniendo a esta ciudad en contacto directo con Nueva York, Rockefeller supo que había llegado el momento indicado. Por aquel entonces tenía 23 años e invirtió 4000 dólares como socio comanditario en la nueva firma Clark, Andrews & Co, que comenzó instalando sus propias refinerías y en cuestión de muy poco tiempo adquirió a otras competidoras aumentando su tamaño en forma considerable. Las diferencias entre Clark y Rockefeller hacen que este último se termine quedando con la compañía en 1865, renombrándola Rockefeller & Andrews, siendo para aquel entonces la mayor refinería de Cleveland, con una capacidad de 500 barriles por día y ganancias de un millón de dólares por año, que se duplicarían al año siguiente.
A partir de entonces, Rockefeller inició una carrera depredadora, obligando a que la competencia se decidiera a venderle o negociar con él, ya que de lo contrario se encargaría de quebrarlos y llevarlos a la bancarrota. Él mismo deja muy en claro su visión con la frase «la competencia es un pecado, por eso procedemos a eliminarla».
Su próximo paso fue negociar secretamente con el ferrocarril tarifas preferenciales, ya que ese descuento sería un arma esencial para expandirse a nivel nacional. Una vez establecido el acuerdo, Rockefeller constituyó una nueva sociedad: nacía la Standard Oil.
Esta nueva empresa fue fundada en Ohio en 1870 como una sociedad entre John D. Rockefeller, su hermano William Rockefeller, Henry Flagler, el químico Samuel Andrews, Stephen V. Harkness y Oliver Burr Jennings. El capital inicial fue de 1 millón de dólares y de las 10 000 acciones iniciales, John D. Rockefeller, recibió 2667; Harkness recibió 1334; William Rockefeller, Flagler, y Andrews recibieron 1333 cada uno; Jennings recibió 1000, y la empresa comercial Rockefeller, Andrews & Flagler recibió otras 1000. Para aquel entonces, la Standard Oil ya había absorbido o destruido a la mayoría de las empresas competidoras en Ohio y poco después haría lo mismo en todo el nordeste de los Estados Unidos.
John D. Rockefeller (principal accionista) llevó las riendas de la sociedad desde el comienzo, convirtiéndose en la figura más destacada de la industria del petróleo en aquellos años. La Standard Oil se expandió rápidamente por todo el país, ya fuese instalando o comprando empresas. El objetivo era dominar toda la industria y, para 1878, Rockefeller ya controlaba el 90 % de las refinerías de petróleo de los Estados Unidos y poco después ejercería un monopolio sobre los oleoductos del país.
Sin embargo, para aquel entonces, el gobierno ya comenzaba a tener injerencia en la reglamentación de la libre competencia entre empresas, con el objetivo explícito de limitar el tamaño de las compañías. Debido a ello, Standard Oil ya no podía adquirir de forma corriente todas las empresas que deseaba controlar, porque de hacerlo, las autoridades intervendrían para evitarlo. Rockefeller y sus socios tuvieron que desarrollar métodos de organización innovadores, que se cristalizaron en la invención del trust: una especie de holding o conglomerado de empresas que concentraría diversas inversiones en el mundo del petróleo y los combustibles, no sólo en Estados Unidos sino en otros países del mundo.
Trust significa en inglés confianza. Bajo este esquema, distintas empresas podrían estar bajo una misma dirección, ya que el control legal de las sociedades constituyentes se confería a la junta de administradores, cambiándose las acciones de las compañías por los certificados del trust. De esta manera, Rockefeller lograba unir a las distintas empresas, bajo una misma dirección central con la finalidad de ejercer un control de las ventas y la comercialización del petróleo.
La idea de Rockefeller se materializó en 1882, creándose así la Standard Oil Trust, donde las empresas funcionarían de una manera cooperativa, centralizando todas las decisiones en la oficina principal de la Standard Oil of Ohio (Ciudad de Cleveland), que funcionaba como cabeza del grupo. Este tipo de organización tuvo tanto éxito que otras grandes empresas también comenzaron a adoptar la forma de trust. En paralelo irían surgiendo nuevas leyes estatales y federales antitrust para evitar dichas tácticas. Sin embargo, para aquel entonces, Rockefeller ya era el dueño de la industria petrolera de los Estados Unidos y por ahora nada podría cambiar esa situación.

### La clave del éxito

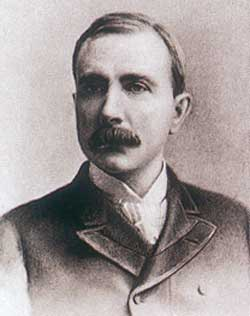
John D. Rockefeller en 1875.

La compañía creció de forma acelerada, aumentando sus ventas y comprando a las empresas competidoras, varias de las cuales fueron cerradas tras su adquisición. Sin embargo, como ya se mencionó, la clave del temprano y rápido éxito de la Standard Oil fue un acuerdo secreto realizado en 1868 entre Rockefeller y la compañía Lake Shore Railroad, parte de la megaempresa ferroviaria Nueva York Central. Dicho acuerdo establecía una tarifa de un centavo de dólar por galón, o cuarenta y dos centavos de dólar por barril transportado por Rockefeller, lo cual equivalía a un descuento efectivo del 71 % en las tarifas de transporte. En contrapartida, la empresa de Rockefeller debía enviar al menos 60 furgones diarios de petróleo y manejar la carga y descarga por su cuenta. Evidentemente, dicho acuerdo eliminaba cualquier posibilidad de competencia para las empresas más pequeñas, que debían pagar una tarifa muy superior para el transporte de sus productos.
Las tácticas empresariales de la Standard Oil y sus acuerdos secretos para abaratar las tarifas de transporte ayudaron a que el precio del queroseno bajara de 58 centavos de dólar en 1865 a 26 centavos de dólar en 1870. Estas prácticas comerciales estaban destruyendo a la competencia, pero inicialmente fueron bien recibidas por los consumidores, quienes pudieron acceder a precios más bajos. Como la Standard Oil se formó cuando el petróleo solo servía para generar luz o calor, esto le permitió crecer de manera relativamente fácil hasta convertirse en el principal proveedor del mercado. Cuando el boom de los automóviles hace estallar la demanda de petróleo a comienzos del siglo XX, la compañía ya estaba en condiciones de controlar todos los aspectos de la industria.
Otro aspecto importante para entender su exponencial desarrollo fueron las concesiones, a esta empresa y filiales suyas, hechas por gobiernos normalmente militares y dictatoriales, impuestos en su mayoría por el gobierno estadounidense y sus élites capitalistas. Estas concesiones eran un regalo por parte de los gobiernos a esta empresa estadounidense (y otras como la Gulf). Normalmente los gastos y las inversiones corrían por parte del gobierno y sus arcas. De esta manera, pudieron crecer de una manera abismal, controlando además las economías los países donde realizaban estas explotaciones, controlando así los precios de extracción y los impuestos a pagar. Jugada maestra de la Standard Oil y otras empresas más, que sin duda no está exenta de derramamientos de sangre de trabajadores, sindicalistas, y demás implicados en las causas contra esta explotación, sin contar los golpes de estado, a los que se vieron obligados a recurrir para mantener el control económico y político. 
Mientras tanto, poco tiempo después del nacimiento de la Standard Oil, Thomas A. Scott, presidente de la Pennsylvania Railroad (Ferrocarril de Pensilvania) crea una empresa denominada "South Improvement Company", a fines de 1871. El objetivo de esta compañía era el de beneficiar tanto a los ferrocarriles como a las refinerías más importantes. El acuerdo secreto resultaba interesante para ambas partes, ya que las grandes empresas, como la Standard Oil, conseguirían importantes descuentos de los principales ferrocarriles, mientras que estos a su vez se beneficiaban al contar con un caudal constante y uniforme, reduciendo costos operativos. Rockefeller se une a la South Improvement Company en 1872, ya que al formar parte de la empresa, percibiría reembolsos por gastos de envío y simultáneamente perjudicaba a los productores independientes y a las refinerías pequeñas, quienes deberían pagar una tarifa 100 % superior a la de la Standard Oil.
Sin embargo, el plan se filtró, y los competidores se lanzaron a la batalla en lo que se denominó localmente como la "Guerra del Petróleo", convenciendo a la Legislatura de Pensilvania para revocar el permiso otorgado a la South Improvement Company. Finalmente, ante la polémica que se había desatado, los ferrocarriles decidieron dar marcha atrás. A pesar de que esta empresa conjunta duró menos de un año y nunca llegó a transportar petróleo, su puesta en escena generó un gran impacto mediático, que se centró en las relaciones entre las grandes empresas que querían y exigían un trato favorable en perjuicio de los pequeños competidores.

### Apogeo y caída

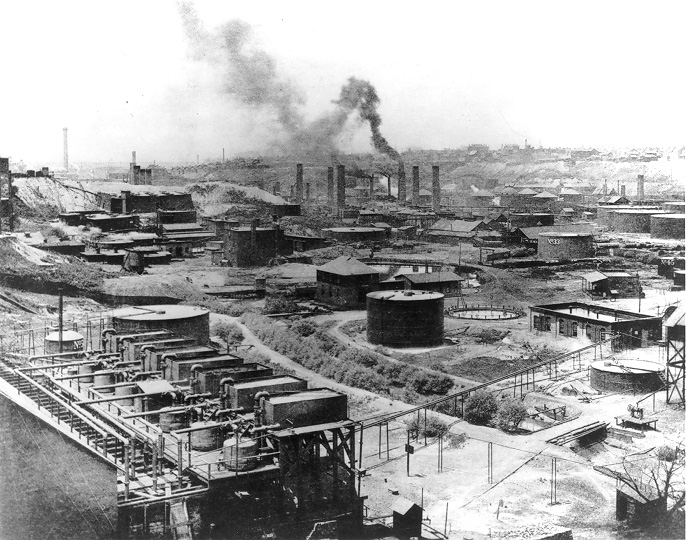
Refinería de Standard Oil N.º 1 en Cleveland, Ohio, en 1889.

En 1885, la Standard Oil Trust trasladó su sede de Cleveland al N.º 26 de la calle Broadway, en la ciudad de Nueva York.
Por aquellos años, varios estados de Estados Unidos se decidieron a reglamentar el crecimiento de las empresas, para permitir un desarrollo equilibrado y justo de las inversiones y las compañías, buscando garantizar la libre competencia. Por supuesto, los principales enemigos de este tipo de reglamentación eran los monopolios, y la única forma de probar que esta vez la cosa iba en serio, era suprimiendo al más grande y poderoso de todos los monopolios: la Standard Oil, que gracias a la Standard Oil Trust controlaba casi todo el negocio del petróleo estadounidense y ya también acumulaba intereses en el extranjero.
Como resultado de una serie de investigaciones, el fiscal general de Ohio, David K. Watson, presenta una demanda contra la compañía ante el Tribunal Superior de Justicia del Estado, que decretó a la Standard Oil Trust como un monopolio ilegal, ordenando su disolución. La decisión fue apelada por Rockefeller, pero falló. Sin embargo, la disolución del trust fue parcial, ya que el grupo sólo separa a la Standard Oil de Ohio en 1892, aunque manteniendo el control de la misma. Simultáneamente, el estado de Nueva Jersey cambia sus leyes para permitir la radicación de empresas que tengan acciones de otras empresas, sin importar de que Estado. Así, en 1899, la Standard Oil, ahora con sede en Nueva York, y tomando ventaja de las leyes empresariales indulgentes del Estado de Nueva Jersey, volvía a nacer legalmente como un holding de empresas: surgía la Standard Oil Company of New Jersey (SOCNJ). La nueva empresa tenía acciones en otras 41 compañías, con mayoría accionaria en varias de ellas, las cuales a su vez, tenían el control de otras tantas empresas. Para 1890, la Standard Oil controlaba el 88% de los flujos de petróleo refinados en los Estados Unidos.
De 1882 a 1906, la Standard Oil pagó 548 436 000 dólares en concepto de dividendos. Las ganancias netas totales en el mismo período ascendieron a 838 783 800 dólares. El excedente de 290 347 800 dólares, entre las ganancias netas y los dividendos repartidos, fue utilizado para ampliar las plantas industriales de la compañía. Mientras tanto, la familia Rockefeller, principal captadora de los dividendos generados por la Standard Oil, reinvierte la mayor parte del dinero en otras industrias, especialmente las ferroviarias. Aunque también realizaron importantes compras de acciones de empresas productoras de acero, cobre, gas y electricidad.
En 1904, Standard Oil controlaba el 91 % de la producción y el 85 % de las ventas finales. La mayor parte de su producción era de queroseno, de los cuales el 55 % se exportaba a todo el mundo. Sin embargo, a partir del siglo XX, ya con una posición dominante en el mercado y bajo la lupa del público y del gobierno estadounidense, la Standard Oil decidió no cometer más abusos ni realizar políticas desleales contra las otras empresas del sector. Debido al incremento de la competencia, su cuota de mercado se había erosionado gradualmente al 70 % en 1906. Para 1911, cuando la Corte Suprema de Justicia ordena romper el trust, la cuota de mercado de la Standard Oil ya se había reducido a un 64 %, con al menos 147 empresas de refinación (entre ellas Texaco y Shell) compitiendo con la Standard. En el ámbito de la exploración y extracción de petróleo su cuota para 1911 era de tan solo el 11 %. (Standard Oil Co. of New Jersey v. United States)

### Standard Oil en China
La producción de la compañía aumentó tan rápidamente que pronto la oferta de la Standard Oil superó la demanda de los Estados Unidos, por lo que se comenzó a investigar posibles mercados de exportación. En la década de 1890, la empresa observa una interesante posibilidad de negocio en la venta de queroseno para lámparas en China, un país con una enorme población. La Standard Oil adopta el nombre de Mei Foo (hermoso y digno de confianza) como marca comercial para China. Mei Foo también se convirtió en el nombre de la lámpara de estaño que comenzó a producir la Standard Oil, la cual regaló o vendió a muy bajo precio a los campesinos chinos, animándolos a consumir el queroseno producido por la compañía. La respuesta fue positiva, las ventas se dispararon y China se convirtió en el mayor mercado de la Standard Oil en Asia.
Para la distribución de sus productos, la Standard Oil construyó tanques de almacenamiento y oficinas en las principales ciudades chinas. Para la distribución interior, la Compañía contaba con camiones y vagones cisterna, mientras que para la navegación fluvial tenía una serie de barcos propios. El primer buque de la flota se puso en marcha en 1901.

### Desmembración y legado

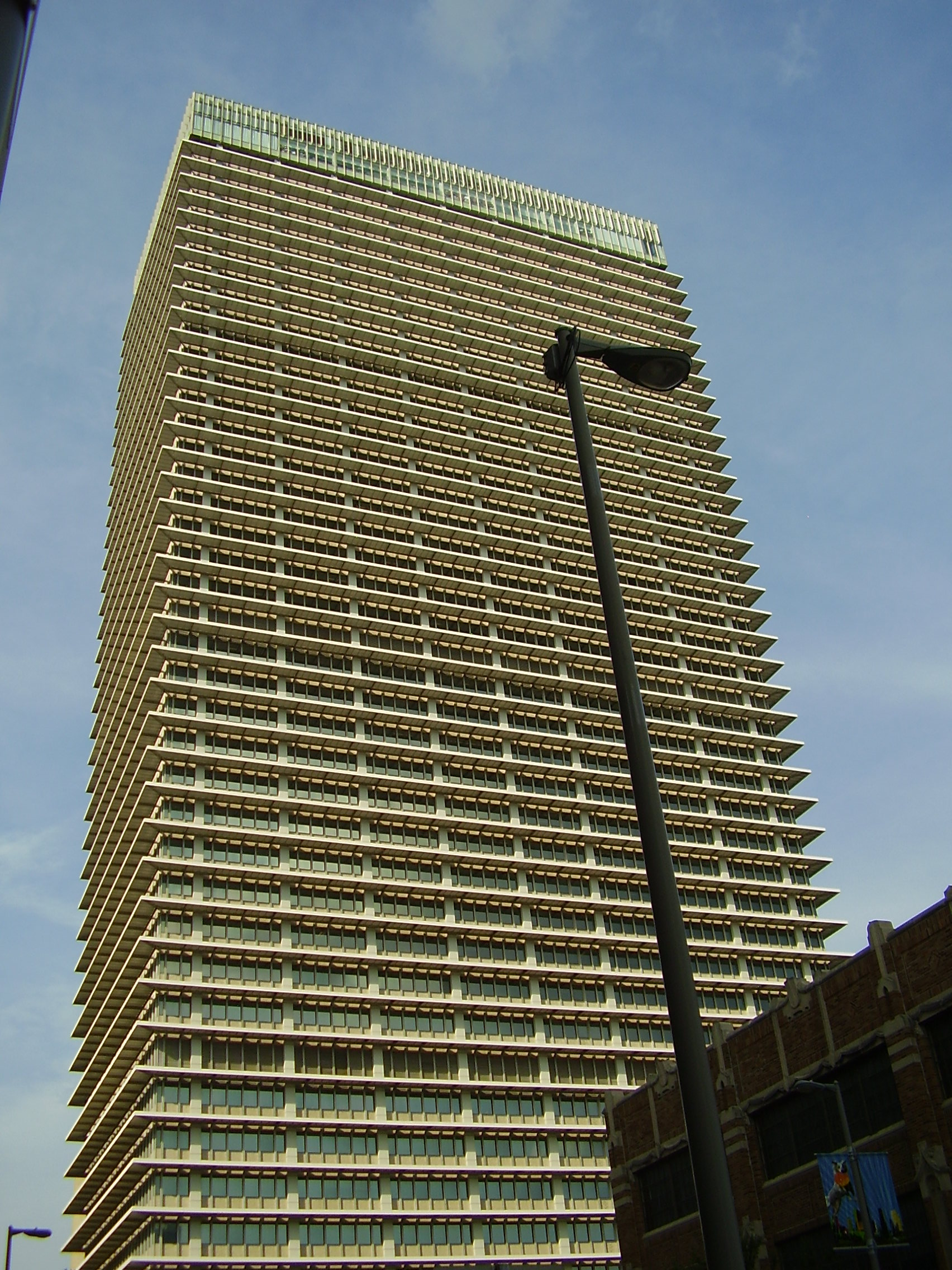
Edificio de la Exxon-Mobil, en el centro de Houston, Texas, Estados Unidos.

En 1890, el Congreso de Estados Unidos aprobó la Ley Sherman Antitrust, principal ley estadounidense destinada a eliminar los monopolios empresariales. Dicha ley prohibía todo contrato, plan, acuerdo, o conspiración para restringir el comercio, aunque la expresión «restricción de comercio» resultara bastante subjetiva. Obviamente, el primer blanco de las autoridades de defensa de la competencia fue el consorcio Standard Oil.
Tiempo después, en 1909, el Departamento de Justicia de Estados Unidos demandó a la Standard Oil bajo la ley federal antimonopolio (Ley Sherman Antitrust) de 1890, con los siguientes argumentos:
«Descuentos, preferencias y otras prácticas discriminatorias en combinación con las empresas ferroviarias; la retención y monopolización del control de los oleoductos, y las prácticas desleales en contra de los oleoductos de la competencia; contratos con otras empresas para restringir el comercio; métodos desleales, tales como la reducción de precios para eliminar a la competencia; espionaje en los negocios de otras empresas, el funcionamiento de falsas compañías independientes, y el pago de descuentos sobre el petróleo».
Tras una larga serie de juicios, el 15 de mayo de 1911, el Tribunal Supremo decretó la fragmentación de Standard Oil en 34 empresas independientes. Tras la disolución de la compañía, la familia Rockefeller y el resto de los accionistas de la antigua Standard Oil recibieron acciones de las empresas resultantes, lo cual les generó enormes ganancias. Las descendientes de la antigua Standard conforman el núcleo principal de la industria petrolera estadounidense en la actualidad:
- ExxonMobil (cuyos antepasados son la Standard Oil de New Jersey y la Standard Oil de Nueva York)
- ConocoPhillips (la parte Conoco proviene de la Standard de los estados de las Rocosas)
- Chevron (Standard de California)
- Amoco y Sohio (Standard de Indiana y Standard de Ohio, respectivamente, ahora parte de BP)
- Atlantic Richfield (la parte Atlantic, actualmente también integrada en BP)
- Marathon (descendiente también de la Standard de Ohio)
- y muchas otras empresas más pequeñas

### Controversia

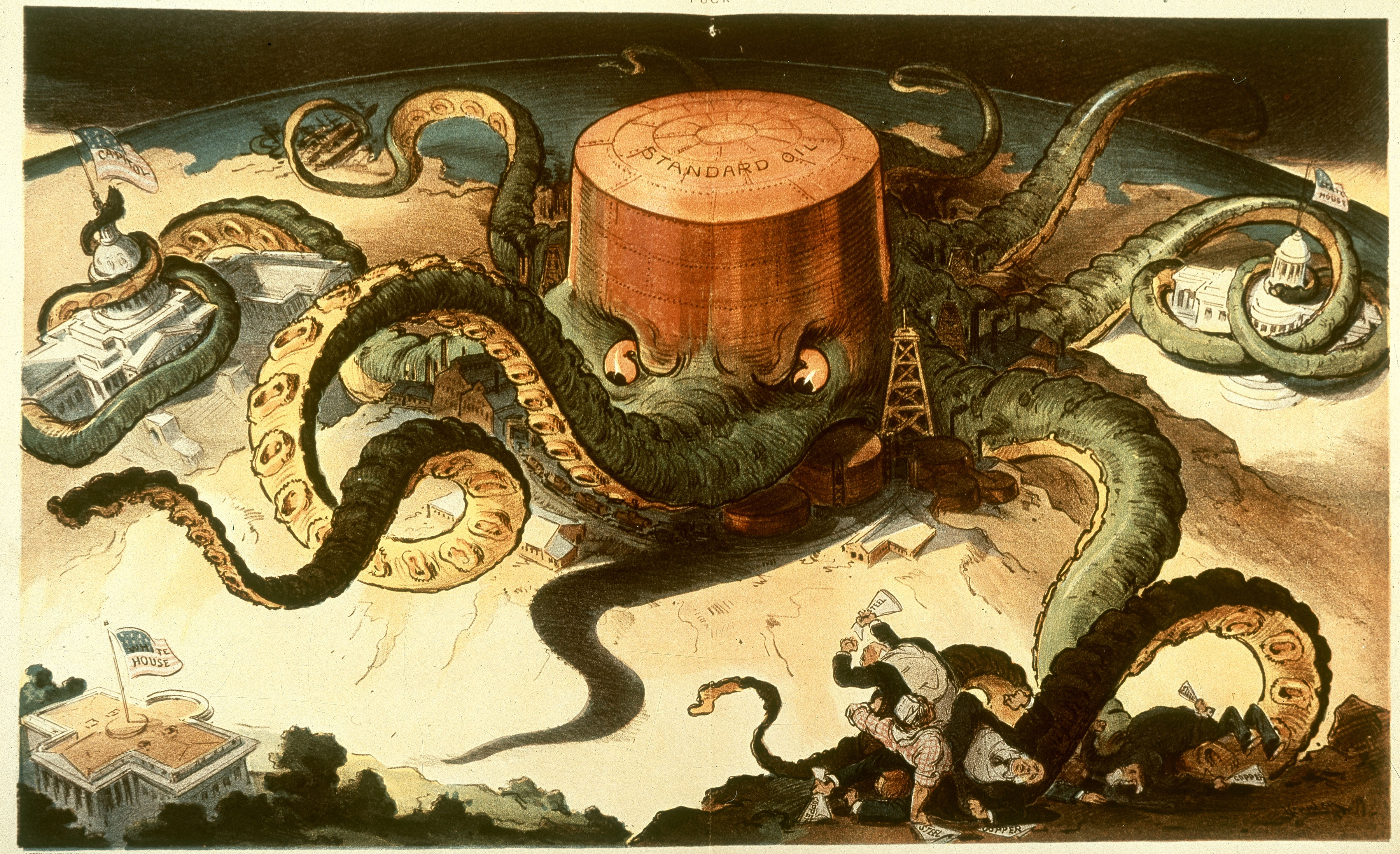
Caricatura política de 1904 que representa a la Standard Oil como un pulpo agarrando a las diversas industrias, a los inversores, a las gobernaciones de Estado, al Congreso y finalmente un tentáculo acercándose a la Casa Blanca, siendo ésta su próxima víctima.

La disolución de la Standard Oil en 1911 fue una decisión polémica y controvertida. Las posturas a favor de la desmembración, argumentaban el terrible daño causado a las personas y a las empresas por los abusos y las prácticas desleales cometidas por los grandes trust. Según ellos, la Standard Oil había destruido la competencia legítima y honesta. Mientras tanto, las posturas en contra de la disolución, insistían en que la Standard Oil no había restringido el comercio, sino que simplemente se había impuesto por ser mejor que sus competidores. Además, sus técnicas de comercialización habían permitido obtener precios finales más baratos, tanto para el petróleo como para sus derivados.
Mucha gente también ha especulado sobre cómo sería actualmente la Standard Oil, si ésta no hubiese dejado de existir. Algunos suponen que por su crecimiento exponencial y su temprano dominio del mercado hoy sería un conglomerado de dimensiones fenomenales, sin embargo, otros historiadores económicos han observado que la Standard Oil se encontraba en proceso de perder su monopolio en el momento de la disolución. Aunque la empresa tenía el 90 % de la capacidad de refinamiento de los Estados Unidos en 1880, para 1911 este ya se había reducido a entre el 60 y el 65 %, debido al crecimiento de los competidores regionales, que para aquel entonces se habían organizado contra las compañías petroleras integradas verticalmente. Además, si bien la Standard Oil controlaba la producción en las zonas petrolíferas más tradicionales, su participación era mucho menor en las regiones que posteriormente dominarían la producción de petróleo durante todo el siglo XX.
La periodista Ida Tarbell, una de las precursoras del periodismo de investigación en Estados Unidos, de la llamada generación de muckrackers (literalmente removedores de basura), publicó en McClure's Magazine un reportaje sobre la Standard Oil y Rockefeller, un trabajo crítico contra Rockefeller, quien fue el capitalista más enigmático y reservado de todos cuantos pudieran hallarse en los EE. UU. de comienzos del siglo XX. 
Allí escribió: «El Sr. Rockefeller ha jugado sistemáticamente con dados cargados y es muy dudoso que haya habido una sola ocasión, desde 1872, en que haya participado en una carrera con un competidor y jugado limpio desde la partida».